# Илистанбетово
Илистанбетово (баш. Илестанбәт) — деревня в Краснокамском районе Республики Башкортостан Российской Федерации. Входит в состав Музяковского сельсовета.

## География

### Географическое положение
Расстояние до:
- районного центра (Николо-Берёзовка): 25 км,
- центра сельсовета (Музяк): 4 км,
- ближайшей ж/д станции (Амзя): 6 км.

## Население
| 2002 | 2009 | 2010 |
| ---- | ---- | ---- |
| 168  | ↗172 | ↗182 |